# Serrat del Joquer
El Serrat del Joquer és un serrat del terme municipal de Conca de Dalt, antigament del d'Hortoneda de la Conca, situat en terres de l'antic poble d'Herba-savina.
És al sud-est d'Herba-savina, a la dreta del riu de Carreu. És un contrafort meridional de l'extrem de llevant de la Serra de Carreu, al sud de Roca Roia. És a l'esquerra de la llau del Jonquer, a ponent del Serrat del Pou i al nord-est del Serrat de les Serretes.